# Agoliinus cruentatus
Agoliinus cruentatus är en skalbaggsart som beskrevs av Leconte 1878. Agoliinus cruentatus ingår i släktet Agoliinus och familjen Aphodiidae. Inga underarter finns listade i Catalogue of Life.